# HD 117404
HD 117404，又名BD+07 2655，SAO 119962、HR 5086，是一颗恒星，视星等为6.17，位于銀經329.33，銀緯68.05，其B1900.0坐标为赤經13h 24m 59.1s，赤緯+7° 68.05′ 44″。